# Eric Mjöberg

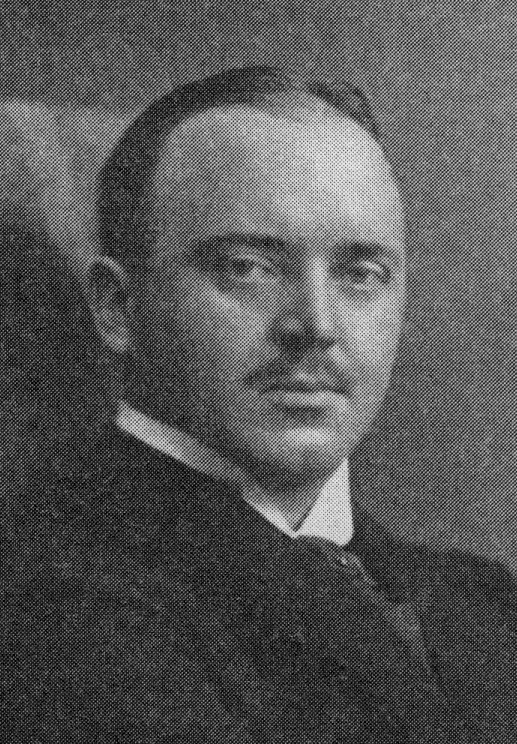
Eric Mjöberg, omkring 1920.

Eric Georg Mjöberg, född 6 augusti 1882 i Ås, Halland, död 8 juli 1938 i Adolf Fredriks församling i Stockholm, var en svensk zoolog, forskningsresande och etnograf samt författare. Han företog forskningsexpeditioner till Australien under 1910-talet under vilka han plundrade aboriginska gravplatser och tog skelett tillbaka hem till Sverige i forskningssyfte. Efter att ha orsakat kontrovers återfördes skeletten till Australien 2004. Mjöberg företog också expeditioner till Sumatra och Borneo.

## Biografi
Mjöberg, som var prästson, avlade licentiatexamen vid Stockholms högskola 1908 och disputerade för filosofie doktorsgrad i zoologi vid Lunds universitet 1912. Mjöberg var assistent vid riksmuseets entomologiska avdelning mellan 1903 och 1910, sekreterare vid Stockholms naturvetenskapliga förening, forskningsresande, etnograf, författare, och vicekonsul. Han utnämndes till Riddare av 1 klass av St. Olavs Orden (R N S:t O O) år 1929. 
Mjöberg ledde den första svenska vetenskapliga expeditionen till Australien 1910-1911 till bergsområdet Kimberley i nordvästra Australien, under vilken han, ensam och till viss del med assistans av expeditionsmedlemmarna, tog hem ett antal aboriginska skelett. Efter att skelettens historia åter kommit i dagen ca 90 år senare lämnades skeletten tillbaka 2004 av Etnografiska museet till aboriginska företrädare. Mjöberg ledde en andra expedition till Australien till Queensland, New South Wales och Victoria 1912-1913.
Han genomförde en föreläsningsresa till USA under 1916 och 1917 och återvände dit för studiearbeten mellan 1921 och 1925.
Han var också verksam i Indonesien och arbetade för Deli Experimental Station i Medan på Sumatra 1919-1922, där han också var svensk vicekonsul. Han var vidare kurator på Sarawak Museum' i Kuching på den malaysiska delen av Borneo 1922-1924.
Mjöberg var 1909-1913 gift med tandläkaren Ingeborg Esther Hellichius (1883-1962) och därefter från 1918 med Anna Valborg Dagny Aagaard-Gieseke (1886-1977). Han är begravd i kolumbariet hörande till Gustav Vasa kyrka i Stockholm.

## Arter uppkallade efter Mjöberg
Följande arter har uppkallats efter Eric Mjöberg:
- Växten Vaccinium mjoebergii J.J.Sm. tillhörande blåbärssläktet inom familjen ljungväxter.
- Koralldjuret Echinogorgia mjoebergi, som återfunnits vid nordvästra Australien.
- Insektsarten Mjobergia fulviguttata tillhörande familjen myrlejonsländor.
- Insekterna Mjobergella macrocephala och Mjobergella warra tillhörande familjen syrsor.
- Insekten Goniaea mjobergi tillhörande familjen gräshoppor.
- Grodarten Uperoleia mjobergii ("Mjöbergs lillgroda"), som bara återfunnits i Australien.
- Grodarten Philautus mjobergi ("Mjöbergs buskgroda"), som återfunnits i Indonesien och Malaysia och som anges som nära hotad.
- Grodarten Leptobrachella mjobergi ("Mount Gadin Borneo-grodan" eller "Mjöbergs dvärggroda"), som bara återfunnits på Borneo och som anges som nära hotad.
- Krabbarten Uca mjoebergi (tillhörande släktet vinkarkrabbor), som upptäcktes av Mjöberg och som förekommer längs Australiens nordkust och också vid Papua Nya Guinea.
- Ödlearten Glaphyromorphus mjobergi ("Mjöbergs skogsödla" eller "Atherton Tableland skink") tillhörande familjen skinkar och förekommande i Australien. (Arten benämndes tidigare Lygosoma mjobergi.)